# Jacek Dukaj

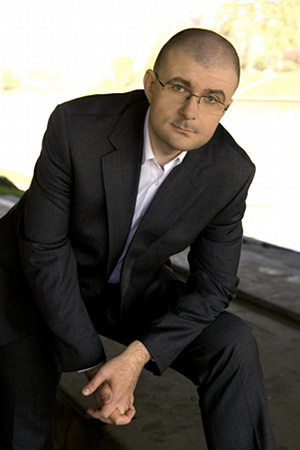
Jacek Dukaj (2009)

Jacek Józef Dukaj (* 30. Juli 1974 in Tarnów, Polen) ist ein polnischer Science-Fiction- und Fantasy-Schriftsteller. 

## Leben
Er studierte Philosophie an der Jagiellonen-Universität. Sein literarisches Debüt gab er im Alter von 16 Jahren mit der Erzählung Złota galera (Die goldene Galeere), die 1990 in der Zeitschrift Fantastyka veröffentlicht wurde. Für den Janusz-A.-Zajdel-Preis wurde er neunmal nominiert. Er gewann ihn 2000 für die Erzählung Katedra (Kathedrale), 2001 mit dem Roman Czarne oceany (Schwarze Ozeane) und 2003 für Inne pieśni (Andere Lieder). Die digital animierte Verfilmung Katedra durch Tomasz Bagiński wurde 2003 für einen Oscar nominiert. 2008 erhielt Dukaj den Kościelski-Preis für den Roman Lód, 2009 für denselben Roman den Literaturpreis der Europäischen Union.

## Werk
Werke von Dukaj wurden vom Polnischen ins Russische, Tschechische, Englische, Ukrainische  und Ungarische übersetzt.
Eine besondere Stellung in Dukajs Werk nimmt der 2009 erschienene symbolisch-fantastische Roman Wroniec (Kunstwort, Deutsch etwa Der Krähenmann) ein. Der Roman schildert die Erfahrungen und Traumata eines Kindes während und kurz nach der Verhängung des Kriegsrechts in der Volksrepublik Polen im Dezember 1981. In kurzen, Traumsequenzen nicht unähnlichen Rückblenden, teils bewusst im Stil der Märchenerzählung gehalten, wird die Gewalt des Polizeistaates mit rücksichtslos brutalen Sondereinsatzkommandos und allgegenwärtigen Spitzeln geschildert. Der kleine Junge zieht sich angesichts der brutalen, verelendeten, farblosen Welt einer polnischen Großstadt und der Brutalität des Unrechtsstaates der frühen 1980er Jahre in seine Traumwelt zurück und befreit mit Hilfe der Widerstandskämpfer seine von der Staatssicherheit verschleppten Familienmitglieder. Die Titelfigur Krähenmann verkörpert symbolisch die Militärjunta von General Wojciech Jaruzelski, die nach ihrem Namen Wojskowa Rada Ocalenia Narodowego (Militärrat der Nationalen Errettung) im Volksmund abwertend-ironisch als „Wrona“ (Deutsch: Krähe) abgekürzt wurde. Der Roman bewegt sich stilistisch zwischen allegorischen Prosa-Miniaturen im Stil von Zbigniew Herberts Herr Cogito, der südamerikanischen Prosa des Magischen Realismus und einer metaphorisch-lyrischen Erzählweise im Stil von Michael Ende. Angesichts der zahlreichen Anspielungen auf den damaligen Sprachgebrauch der Volksrepublik Polen ist der Roman kaum in andere Sprachen übersetzbar.
Sein 2015 veröffentlichter Roman Starość aksolotla wurde 2020 adaptiert durch die belgische Netflix-Serie Into the Night.

## Bibliographie

### Gesammelte Erzählungen

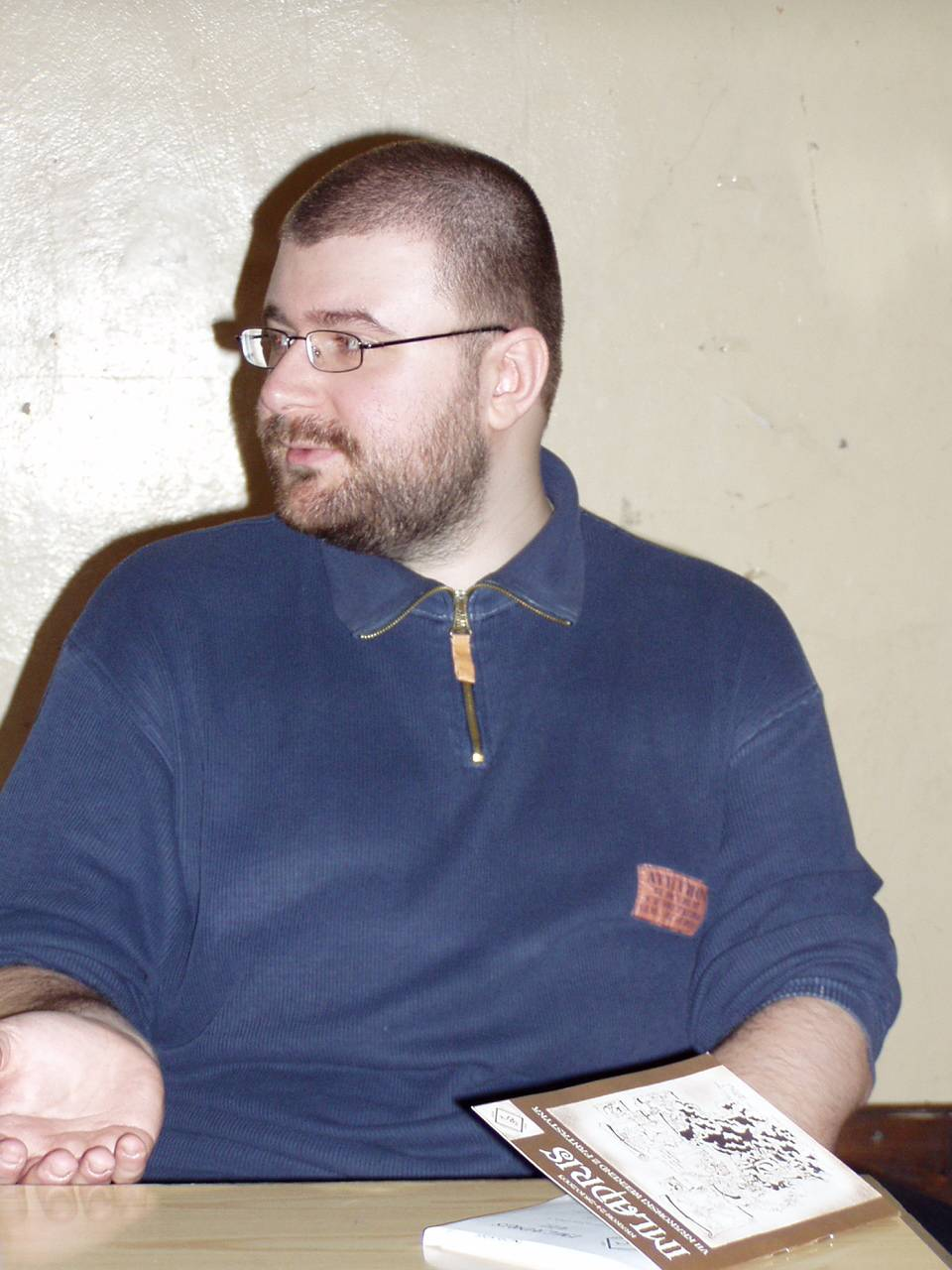
Jacek Dukaj (2003)

- W kraju niewiernych (SuperNOWA 2000), Erzählungen:
  - Ruch Generała
  - IACTE
  - Irrehaare
  - Muchobójca
  - Ziemia Chrystusa
  - Katedra
  - Medjugorje
  - In partibus infidelium
- Xavras Wyżryn i inne fikcje narodowe
  - Xavras Wyżryn
  - Sprawa Rudryka Z.
  - Przyjaciel prawdy
  - Gotyk

### Romane
- Xavras Wyżryn (In: Xavras Wyżryn, SuperNOWA 1997, enthält zwei Romane - Xavras Wyżryn und Zanim noc)
- Zanim noc (In: Xavras Wyżryn, SuperNOWA 1997)
- Aguerre w świcie (Mikro-Roman in der Anthologie Wizje Alternatywne 3, Solaris 2001)
- Czarne oceany (SuperNOWA 2001, Wydawnictwo Literackie 2008)
- Córka łupieżcy (Mikro-Roman in der Anthologie Wizje Alternatywne 4, Solaris 2002; Wydawnictwo Literackie 2009)
- Extensa (Wydawnictwo Literackie 2002)
- Inne pieśni (Wydawnictwo Literackie 2003, 2008)
- Perfekcyjna niedoskonałość - Pierwsza tercja Progresu (Wydawnictwo Literackie 2004, 2008)
- Lód (Wydawnictwo Literackie 2007)
- Wroniec (Wydawnictwo Literackie 2009)

### Erzählungen
- Złota Galera
- Smierć matadora
- Opętani (Fenix 1/1991)
- Książę mroku musi umrzeć
- Korporacja Mesjasz
- Panie, pobłogosław morderców (Fenix 2/1993)
- Wszystkie nasze ciemne sprawy (Voyager #6)
- Irrehaare (Nowa Fantastyka 6,7/1995, Sammlung von Erzählungen W kraju niewiernych)
- Wielkie podzielenie (Nowa Fantastyka 3/1996)
- Szkoła (Nowa Fantastyka 11/1996, Erzählband Król Bólu)
- Ziemia Chrystusa (Antologie Wizje alternatywne 2, Zysk i S-ka 1997, Erzählband W kraju niewiernych)
- IACTE (Antologie Wizje alternatywne 2, Zysk i S-ka 1997, Erzählband W kraju niewiernych)
- Ponieważ kot (Antologie Trzynaście kotów)
- Serce Mroku (Nowa Fantastyka 11/1998, Erzählsammlung Król Bólu)
- Ruch Generała (Erzählsammlung W kraju niewiernych)
- Muchobójca (Erzählsammlung W kraju niewiernych)
- Katedra (Erzählsammlung W kraju niewiernych, album Katedra, czeskie czasopismo Ikarie 11/2002)
- Medjugorje (Erzählsammlung W kraju niewiernych)
- In partibus infidelium (Erzählsammlung W kraju niewiernych)
- W bibliotece (Srebrny Glob 08/08/2000)
- Sierpniowa noc (unveröffentlicht, auf der Webseite des Autors zu lesen)
- Gotyk (Anthologie Strefa Mroku, Sammlung Xavras Wyżryn i inne fikcje narodowe)
- Sprawa Rudryka Z. (Sammlung Xavras Wyżryn i inne fikcje narodowe)
- Przyjaciel prawdy (zbiór Xavras Wyżryn i inne fikcje narodowe)
- Crux (Antologie PL+50. Historie przyszłości, Wydawnictwo Literackie 2004)